# Diane Coyle
Diane Coyle (nascida em fevereiro de 1961) é uma economista e ex-assessora do Tesouro do Reino Unido. Ela foi vice-presidente do BBC Trust, o corpo diretivo da British Broadcasting Corporation, e foi membro da Comissão de Concorrência do Reino Unido de 2001 a 2019. Desde março de 2018, ela é Professora Bennett de Política Pública da Universidade de Cambridge, co-dirigindo o Instituto Bennett.

## Vida pregressa
Diane Coyle nasceu na cidade de Bury, no Noroeste da Inglaterra, e frequentou a Bury Grammar School for Girls, onde uma professora engajou sua mente "muito cética e matemática" com o modo lógico de pensar exigido em economia. Ela fez seus estudos de graduação no Brasenose College, em Oxford, no Reino Unido, lendo filosofia, política e economia, antes de obter um mestrado e um doutorado em economia pela Universidade de Harvard, nos Estados Unidos, graduando-se em 1985, sua tese foi intitulada "O comportamento dinâmico de emprego: salários, contratos, produtividade, ciclo econômico".

## Carreira
Diane Coyle foi economista do Tesouro do Reino Unido de 1985 a 1986 e, mais tarde, tornou-se editora europeia do Investors Chronicle, entre 1993 e 2001, e editora de economia do The Independent.[carece de fontes?]
Ela escreveu uma série de livros focados em educar as pessoas sobre diferentes aspectos da economia. Ela disse que seu primeiro livro, The Weightless World (1997), foi uma contribuição para a criação de um centro radical. Outro livro explora conceitos de "suficiente" e sustentabilidade.
Diane também foi membro da Comissão de Concorrência do Reino Unido de 2001 a 2009, membro da Royal Economic Society, anteriormente membro do Comitê Consultivo de Migração da Agência de Fronteiras do Reino Unido, de 2009 a 2014.
Diane foi apresentadora da BBC Radio 4 e foi membro do BBC Trust, de novembro de 2006 a abril de 2015. Em 7 de abril de 2011, a rainha aprovou a nomeação de Diane como vice-presidenta do BBC Trust, o órgão dirigente da British Broadcasting Corporation.

Ela foi professora de Economia na Universidade de Manchester, no Reino Unido, de 2014 a 2018.
Desde março de 2018, ela é a Professora Bennett de Política Pública da Universidade de Cambridge, co-dirigindo o Instituto Bennett. Diane criticou a profissão de economista em 2021 devido à sua falta de diversidade e criticou a renda básica universal como uma ideia.
Diane é diretora administrativa da Enlightenment Economics, uma consultoria econômica para grandes clientes corporativos e organizações internacionais, especializada em novas tecnologias e globalização. Ela foi contratada pela EDF Energy em seu painel consultivo de partes interessadas.
Após seu ensaio vencedor do Prêmio Indigo sobre a substituição radical das medições do PIB, Diane agora lidera o projeto de pesquisa Six Capitals, financiado pela LetterOne, no Bennett Institute for Public Policy, da Universidade de Cambridge; o projeto foi inaugurado em janeiro de 2019 e explora o capital social e natural. Nas honras de ano novo de 2018, Diane recebeu o prêmio de Comandante da Mais Excelente Ordem do Império Britânico (CBE) por suas contribuições à economia.

## Vida pessoal

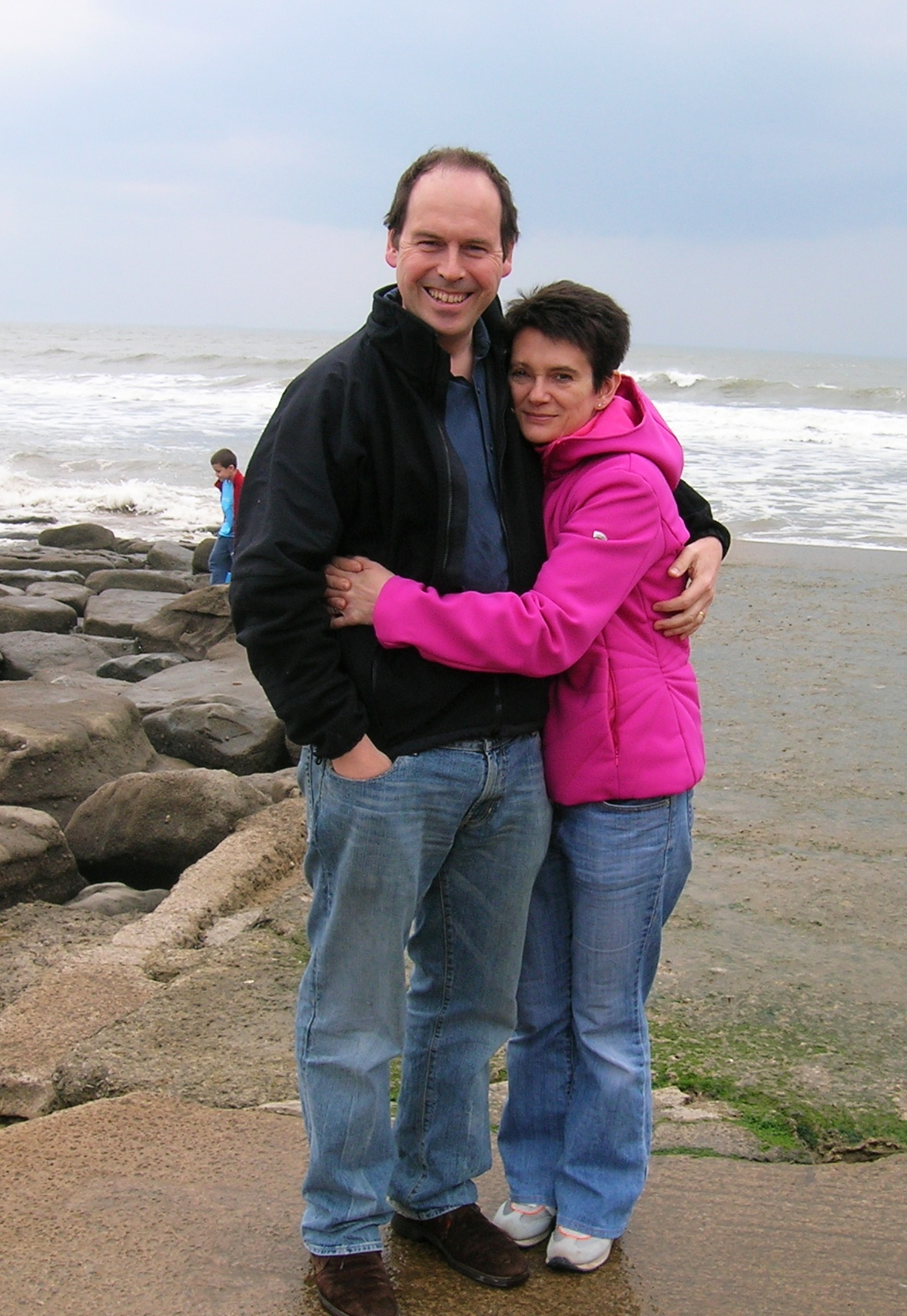
Diane Coyle com seu marido Rory Cellan-Jones em Southerndown em maio de 2006

Diane é casada com Rory Cellan-Jones, ex-correspondente de tecnologia da BBC News. O casal tem dois filhos e mora em Londres.

## Prêmios e reconhecimentos
2009 - Nas honras de ano novo, foi nomeada Oficial da Ordem do Império Britânico (OBE) "por serviços prestados à economia".
2013 - Reconhecida como uma das 100 mulheres mais inspiradoras da BBC.
2016 - Fellow da Academy of Social Sciences (FAcSS).
2017 - Indigo Prize inaugural.
2018 - Comandante da Ordem do Império Britânico (CBE) nas Honras de Ano Novo, por "serviços à economia e compreensão pública da economia".

## Trabalhos publicados
- Engrenagens e monstros: o que é economia e o que deveria ser (outubro de 2021). Editora da Universidade de Princeton, ISBN 978-0-691-21059-9
- Mercados, Estados e Pessoas: Economia para Políticas Públicas (janeiro de 2020). Editora da Universidade de Princeton, ISBN 978-0-691-17926-1
- PIB: Uma História Breve Mas Afetuosa (janeiro de 2014). Editora da Universidade de Princeton, ISBN 978-0-691-15679-8
- A Economia do Suficiente: Como Administrar a Economia como Se o Futuro Importasse (2011). Editora da Universidade de Princeton, ISBN 978-0-691-14518-1
- The Soulful Science: O que os economistas realmente fazem e por que é importante (2007). Editora da Universidade de Princeton, ISBN 978-0-691-14316-3
- Sexo, Drogas e Economia: Uma Introdução Não Convencional à Economia (2002). Texere, ISBN 978-1-58799-147-9
- Paradoxos da prosperidade: por que o novo capitalismo beneficia a todos (2001). Texere, ISBN 978-1-58799-145-5
- Governando a Economia Mundial (2000). Política, ISBN 978-0-7456-2363-4
- O mundo sem peso (1997). Imprensa do MIT, ISBN 978-0-262-53166-5